# Haasje
Een haasje is een aandenken van de KNVB dat elke debutant ontvangt wanneer hij zijn eerste interland heeft gespeeld. Het aandenken is een metalen medaillon waarop een haas afgebeeld is.

## Trivia
- Edward Metgod kreeg 24 jaar na zijn debuut (tevens zijn enige interland) alsnog een haasje. Om onbekende redenen kreeg hij die niet eerder nadat hij meedeed in een oefeninterland tussen Nederland en Frankrijk in 1982.
- Sander Boschker is de oudste speler die een haasje heeft gekregen. Op 1 juni 2010 speelde hij zijn eerste (en enige) interland. Hij was toen 39 jaar en 224 dagen oud.
- Tijdens het bewind van Marco van Basten tussen het EK in Portugal en het WK in Duitsland kregen 22 spelers een haasje.
- Piet de Vries ontving na afloop van de vriendschappelijke interlandwedstrijd Nederland - Italië op 28 maart 2017 een tweede haasje, nadat hij zijn originele haasje uit 1959 was kwijtgeraakt.